# Olympique de Marseille 1991-1992
Questa voce raccoglie le informazioni riguardanti l'Olympique de Marseille nelle competizioni ufficiali della stagione 1991-1992.

## Stagione
All'inizio della stagione l'OM si accreditò come principale rivale del Monaco nella lotta al vertice, passando al comando alla quattordicesima giornata e concludendo il girone di andata con tre punti di vantaggio sui monegaschi. Durante il girone di ritorno i marsigliesi tennero a distanza i rivali, i quali approfittarono di una flessione per presentarsi allo scontro diretto casalingo con un punto di svantaggio: vincendo per 3-0 l'Olympique Marsiglia diede il via all'allungo finale, costituito da tre vittorie consecutive che, con una giornata di anticipo, fruttarono alla squadra il quarto titolo nazionale consecutivo.
Superato il primo turno segnando dieci reti complessive all'Union Luxembourg, l'Olympique Marsiglia non riuscì ad accedere alla fase a gruppi della Coppa dei Campioni per via della regola dei gol fuori casa: i due incontri con lo Sparta Praga si conclusero con un punteggio complessivo di parità, ma i due gol segnati su rigore nel match di andata a Marsiglia qualificarono i campioni della Cecoslovacchia.
In Coppa di Francia l'OM incontrò squadre provenienti dalle categorie inferiori fra cui il Bastia, contro il quale avrebbe dovuto disputare la semifinale: poco prima del fischio d'inizio dell'incontro, cedette una tribuna dello stadio, causando la morte di 18 persone e il ferimento di 2357 spettatori. Tale avvenimento comportò l'iniziale sospensione della partita, e successivamente della manifestazione.

## Maglie e sponsor

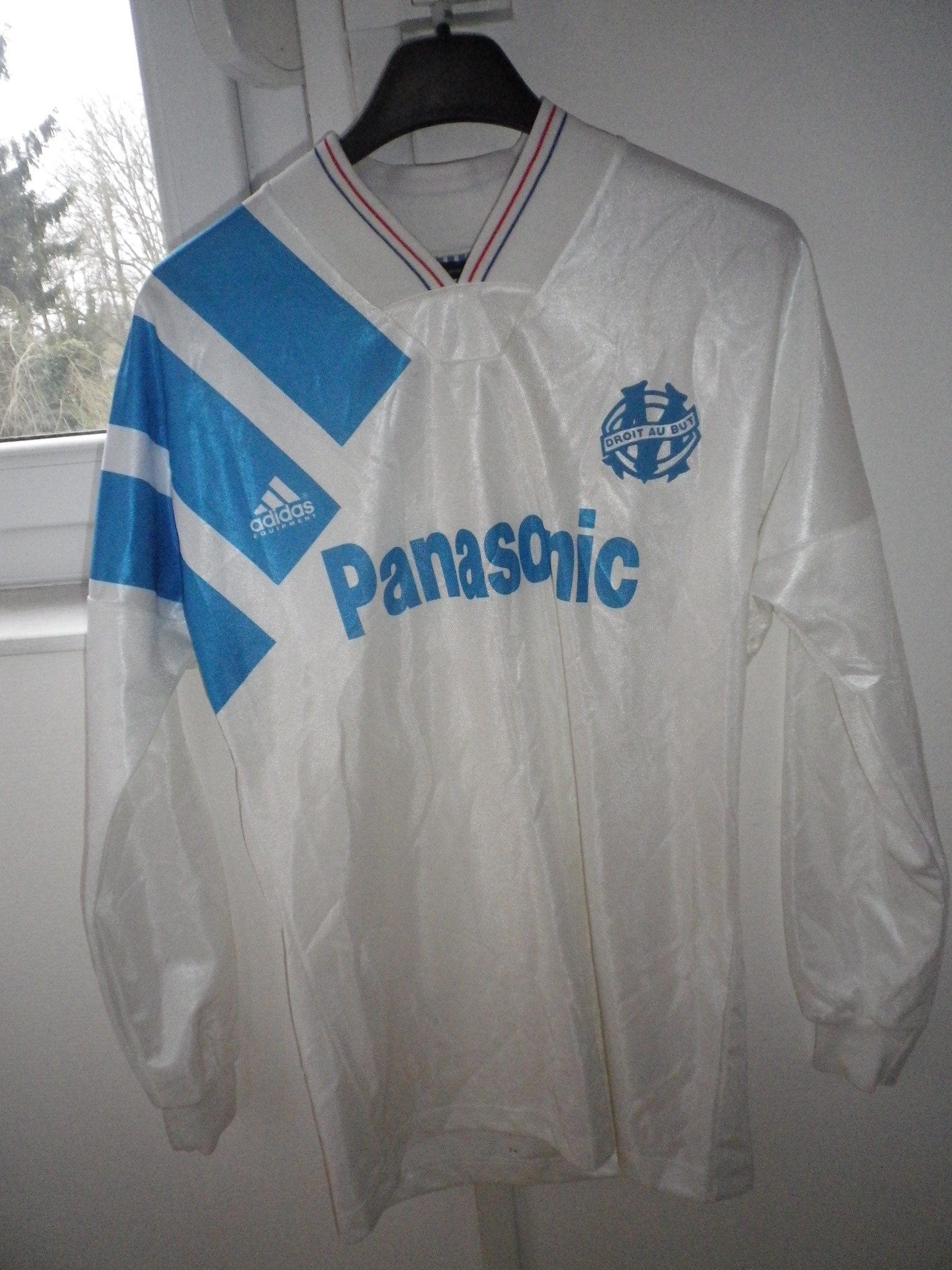
La versione a maniche lunghe della divisa utilizzata nelle gare interne.

Lo sponsor tecnico per la stagione 1991-1992 è Adidas, mentre gli sponsor ufficiali sono Panasonic per il campionato e TF1 per le coppe nazionali. Il motivo della divisa viene radicalmente modificato, essendo caratterizzato da tre strisce (azzurre nella divisa per le gare interne, bianche per le divise da trasferta) sulla manica destra e sul lato opposto dei calzoncini.
| Casa | Trasferta |  |

## Organigramma societario
Area direttiva
- Presidente: Bernard Tapie
- Vice presidente: Jean-Louis Levreau
- Direttore generale: Jean-Pierre Bernès

Area tecnica
- Allenatore: Tomislav Ivić, dal 15 ottobre Raymond Goethals[1]
- Allenatore in seconda: Jean Fernandez

## Rosa
| N. |                    | Ruolo | Calciatore        |
| -- | ------------------ | ----- | ----------------- |
|    | Francia (bandiera) | P     | Alain Casanova    |
|    | Francia (bandiera) | P     | Pascal Olmeta     |
|    | Francia (bandiera) | D     | Manuel Amoros     |
|    | Francia (bandiera) | D     | Jocelyn Angloma   |
|    | Francia (bandiera) | D     | Pascal Baills     |
|    | Francia (bandiera) | D     | Basile Boli       |
|    | Francia (bandiera) | D     | Bernard Casoni    |
|    | Francia (bandiera) | D     | Éric Di Meco      |
|    | Brasile (bandiera) | D     | Carlos Mozer      |
|    | Francia (bandiera) | D     | Frédéric Tatarian |
|    | Ghana (bandiera)   | C     | Abedi Pelé        |
|    | Francia (bandiera) | C     | Alain Boghossian  |
|    | Francia (bandiera) | C     | Filipe Azevedo    |

| N. |                        | Ruolo | Calciatore              |
| -- | ---------------------- | ----- | ----------------------- |
|    | Francia (bandiera)     | C     | Didier Deschamps        |
|    | Francia (bandiera)     | C     | Jean-Philippe Durand    |
|    | Francia (bandiera)     | C     | Patrice Eyraud          |
|    | Francia (bandiera)     | C     | Jean-Christophe Marquet |
|    | Francia (bandiera)     | C     | Franck Sauzée           |
|    | Inghilterra (bandiera) | C     | Trevor Steven           |
|    | Francia (bandiera)     | C     | Jean Tigana             |
|    | Inghilterra (bandiera) | C     | Chris Waddle            |
|    | Francia (bandiera)     | A     | Éric Lada               |
|    | Francia (bandiera)     | A     | Marc Libbra             |
|    | Francia (bandiera)     | A     | Jean-Pierre Papin       |
|    | Francia (bandiera)     | A     | Daniel Xuereb           |

## Risultati

### Coppa dei Campioni

#### Fase a eliminazione diretta
| Arbitro: | Caulfield |

|  |           |                                                  |
|  | Marcatori | 11’, 32’, 85’ (rig.) Papin 15’ Xuereb 45’ Sauzée |

| Arbitro: | Loizou |

|                                                  |           |  |
| Papin 15’, 47’ Angloma 56’ Eyraud 60’ Xuereb 75’ | Marcatori |  |

| Arbitro: | Kapl |

|                           |           |                                      |
| Waddle 33’ Papin 56’, 59’ | Marcatori | 63’ (rig.) Vrabec 78’ (rig.) Kukleta |

| Arbitro: | Grunn |

|                      |           |          |
| Frýdek 38’ Siegl 69’ | Marcatori | 86’ Pelé |